# جزيرة غربي
جزيرة غَرْبِي هي ثاني أكبر جزر أرخبيل قرقنة من حيث المساحة، وهي الأقرب إلى الساحل الشرقي للبلاد التونسية.
- وتعتبر مليتة أهم تجمع سكاني بهذه الجزيرة.

## معرض صور

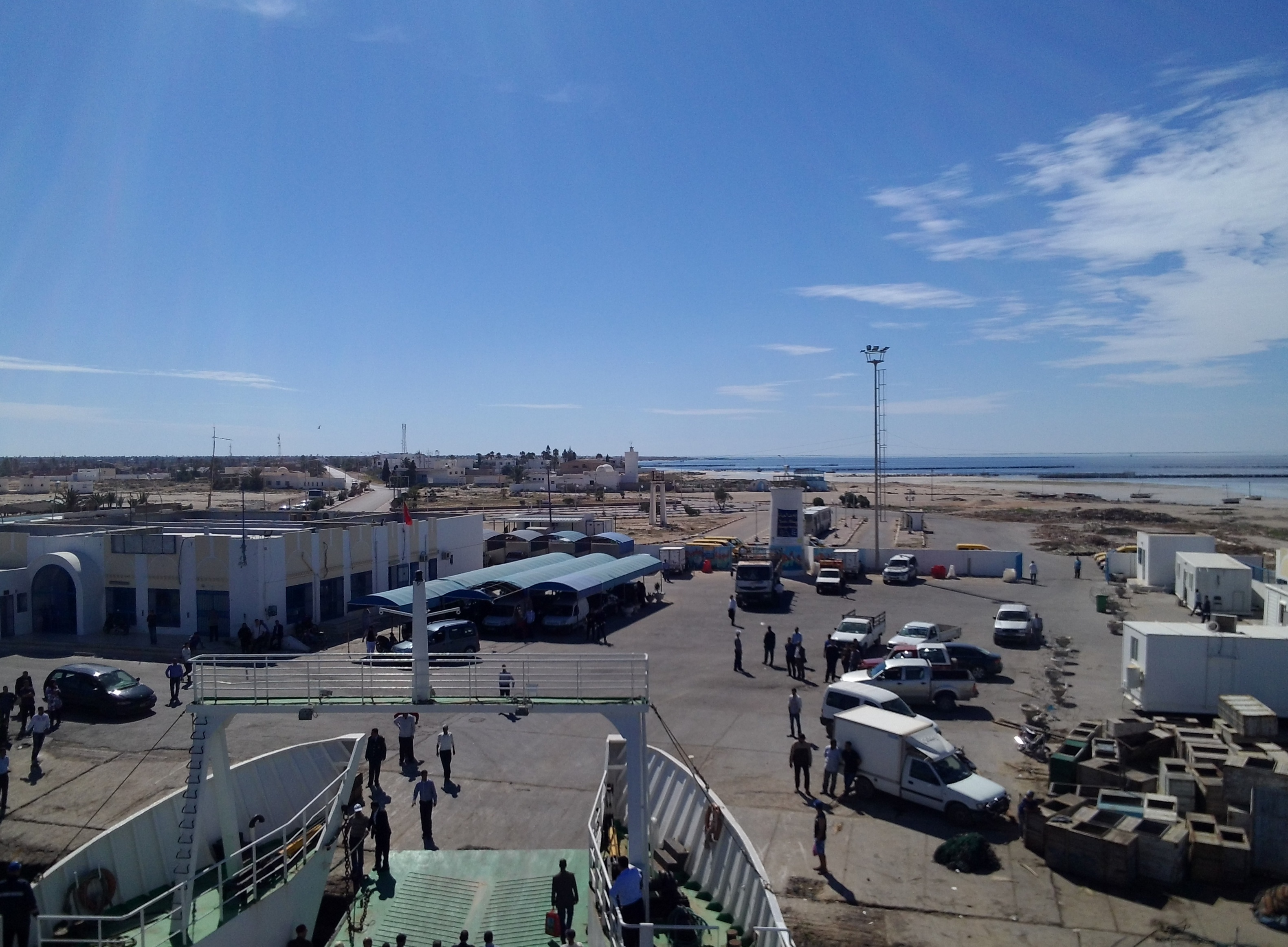
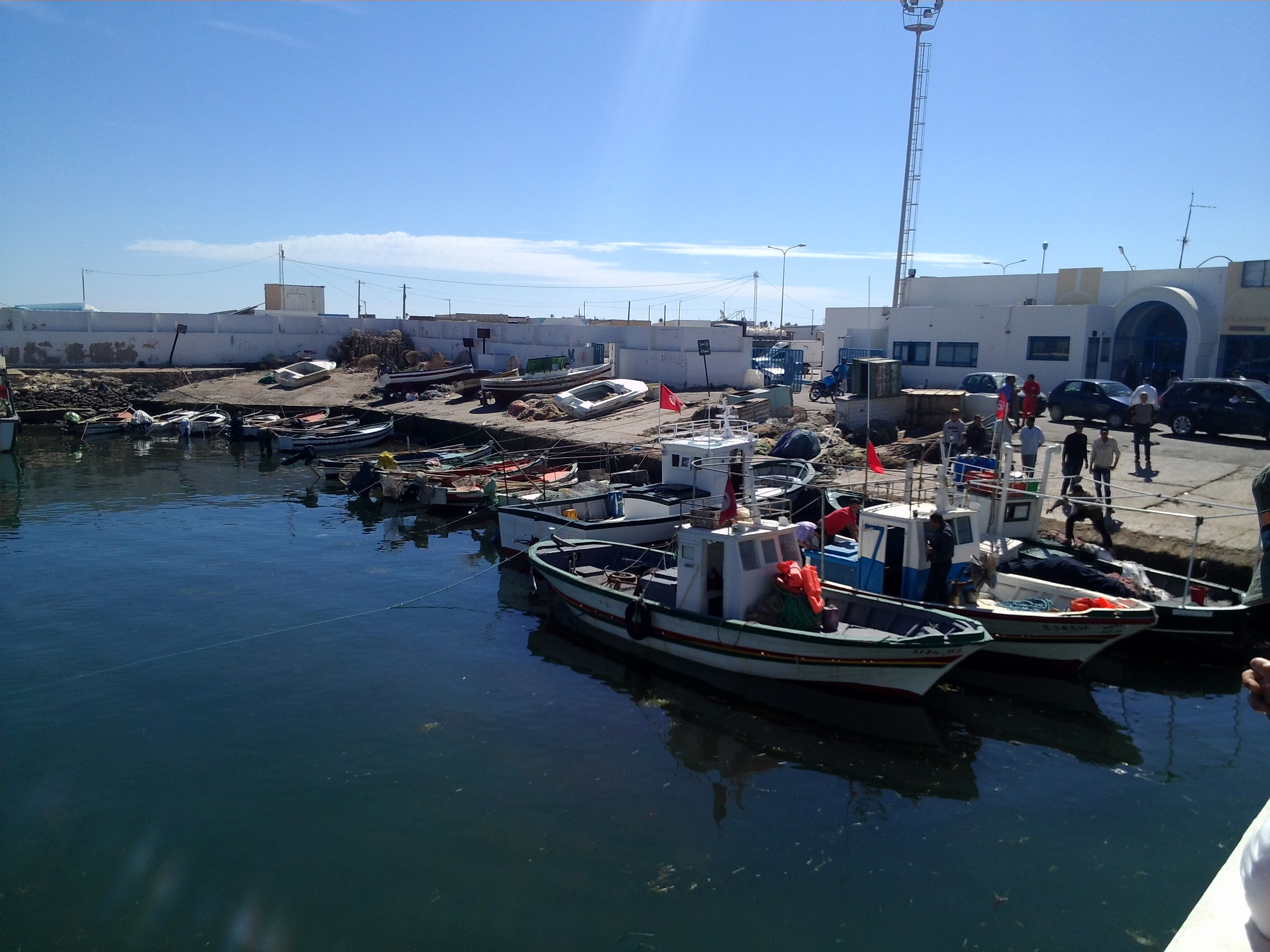
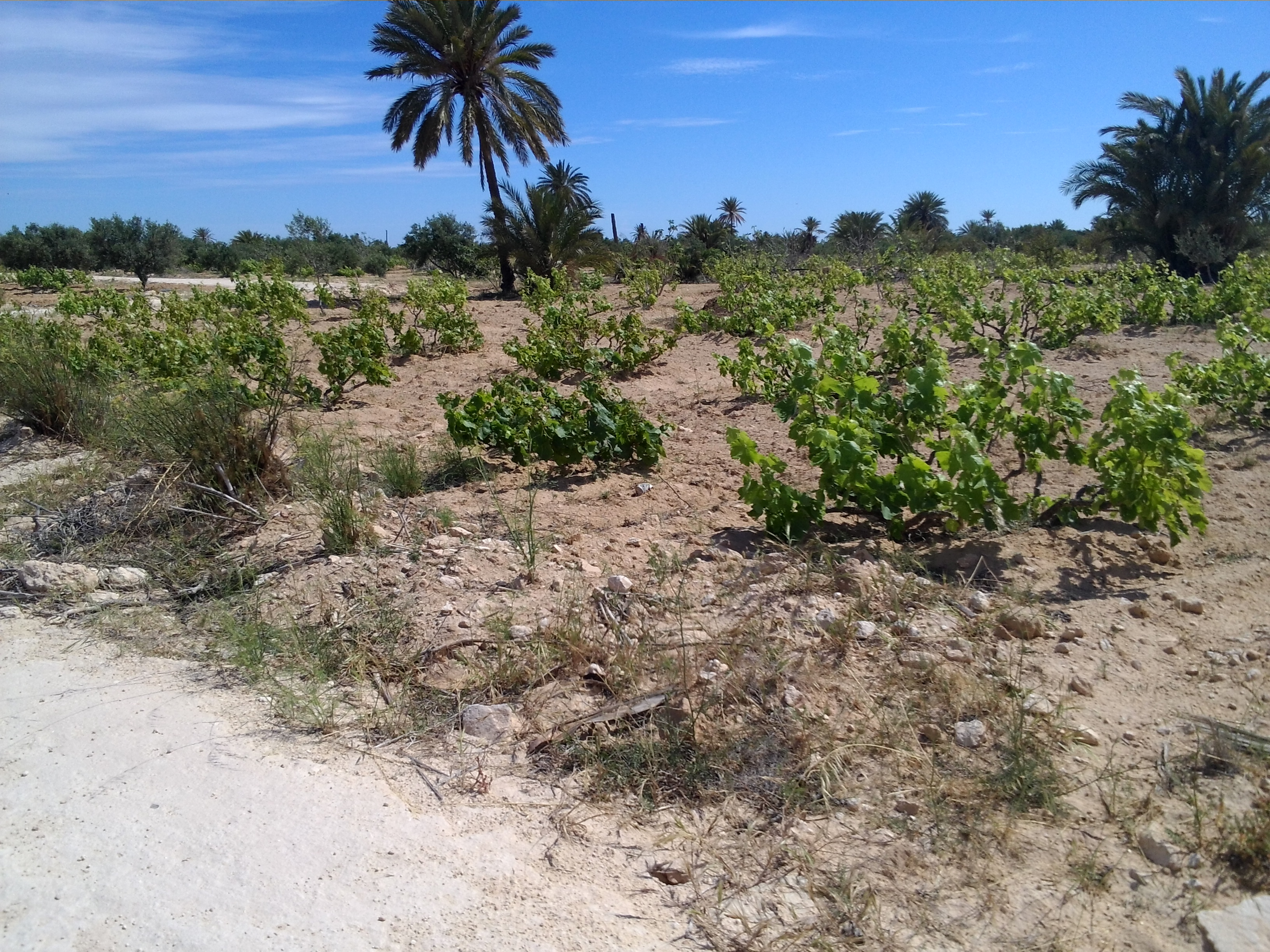
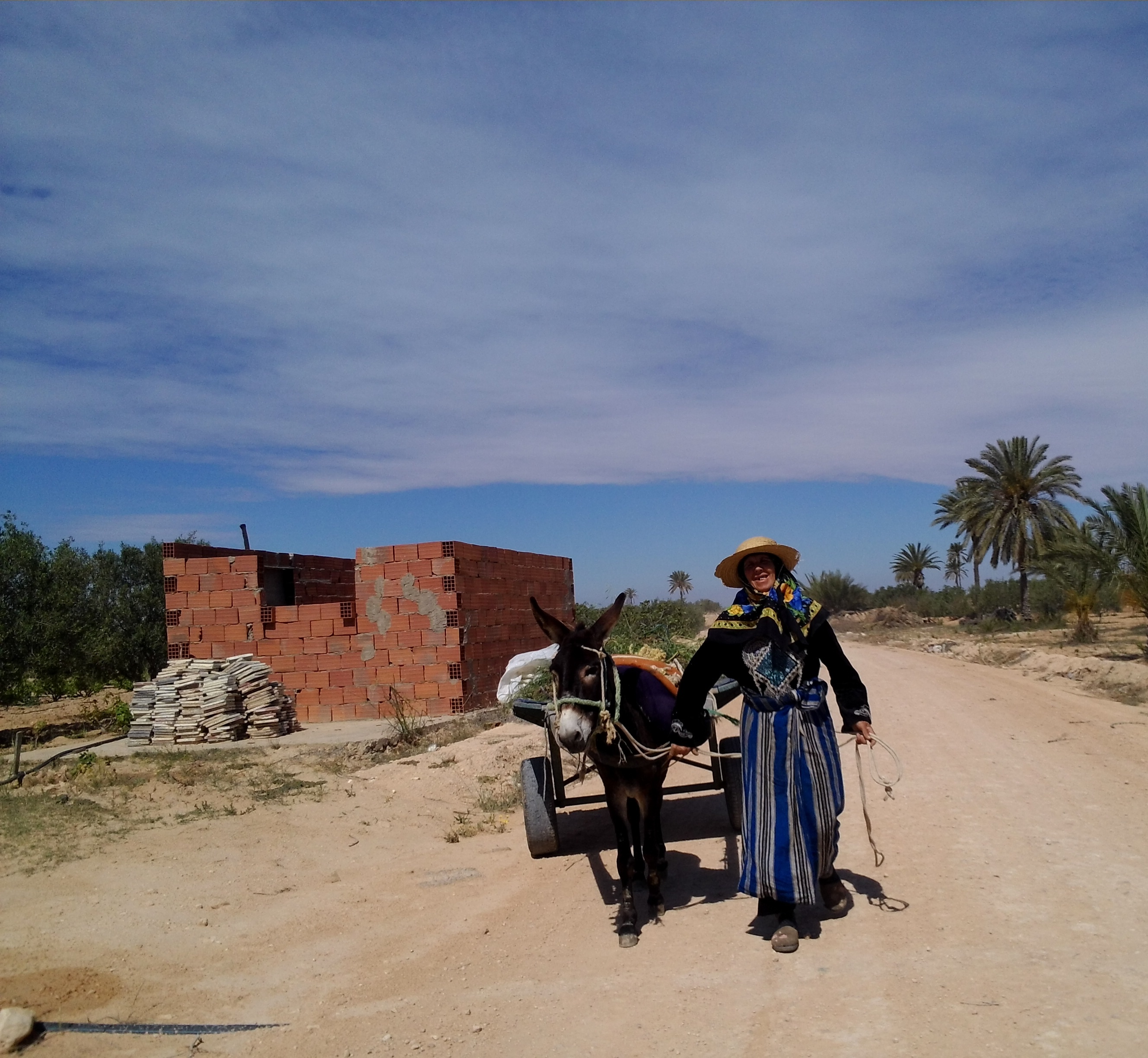